# Ekorrträsket
Ekorrträsket är en sjö i Lycksele kommun och Vindelns kommun i Västerbotten och ingår i Umeälvens huvudavrinningsområde. Sjön har en area på 2,54 kvadratkilometer och ligger 209,2 meter över havet. Sjön avvattnas av vattendraget Ekorrbäcken. Vid provfiske har bland annat abborre, gers, lake och mört fångats i sjön.

## Delavrinningsområde
Ekorrträsket ingår i det delavrinningsområde (715765-165558) som SMHI kallar för Utloppet av Ekorrträsket. Medelhöjden är 237 meter över havet och ytan är 15,14 kvadratkilometer. Räknas de 7 avrinningsområdena uppströms in blir den ackumulerade arean 74,56 kvadratkilometer. Ekorrbäcken som avvattnar avrinningsområdet har biflödesordning 3, vilket innebär att vattnet flödar genom totalt 3 vattendrag innan det når havet efter 135 kilometer. Avrinningsområdet består mestadels av skog (70 procent). Avrinningsområdet har 2,83 kvadratkilometer vattenytor vilket ger det en sjöprocent på 19,2 procent.

## Fisk
Vid provfiske har följande fisk fångats i sjön:
- Abborre
- Gärs
- Lake
- Mört
- Siklöja